# 창원명곡고등학교
창원명곡고등학교(昌原明谷高等學校)는 대한민국 경상남도 창원시 의창구 명곡동에 위치한 공립 고등학교이다.

## 학교 연혁
- 2001년 10월 26일 : 창원명곡고등학교 설립 추진
- 2004년 3월 5일 : 제1회 입학식 467명(보통과 13학급, 특수 1학급)
- 2004년 5월 18일 : 개교식 및 급식소 개소식
- 2004년 10월 22일 : 디지털 도서관 '常樂館' 개관
- 2007년 2월 14일 : 제1회 졸업식 436명(보통과 13학급)
- 2023년 2월 10일 : 제17회 졸업식(졸업생 144명, 총 5,091명 졸업생 배출)
- 2023년 3월 2일 : 제20회 입학식 7학급 175명
- 2023년 9월 1일 : 제10대 장정익 교장 부임

## 참고 자료
- 창원명곡고등학교 - 한국교육학술정보원 학교알리미